# Borský Svätý Jur
Borský Svätý Jur (1960–1992 „Borský Jur“ – bis 1927 „Burský Svätý Jur“; deutsch Bur-Sankt-Georg, ungarisch Búrszentgyörgy) ist ein Ort und eine Gemeinde im Westen der Slowakei, mit 1603 Einwohnern (Stand 31. Dezember 2024) und liegt im Okres Senica, einem Teil des Trnavský kraj.

## Geographie

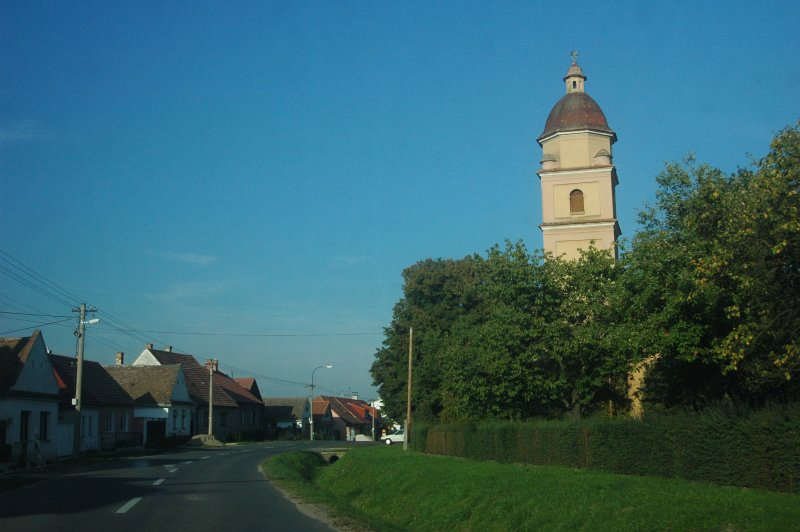
Kirche und Hauptstraße

Die in der Landschaft Záhorie liegende Gemeinde liegt im Tiefland Borská nížina, einem Unterteil der geomorphologischen Einheit Záhorská nížina, 21 Kilometer von Malacky und 27 Kilometer von Senica entfernt. Fünf Kilometer südlich des Hauptortes liegen noch die Siedlungen Dolné Valy, Húšky und Tomky, die aber keine Gemeindeteile sind.

## Geschichte
Der Ort wurde zum ersten Mal 1394 in einer Urkunde von Sigismund erwähnt und gehörte zum Herrschaftsgut der Burg Ostrý Kameň. Drei Jahre später wird auch die römisch-katholische Pfarrei erwähnt. 1828 sind 423 Häuser und 3.124 Einwohner verzeichnet.

## Bevölkerung
| Jahr                | 1994 | 2004    | 2014    | 2024    |
| ------------------- | ---- | ------- | ------- | ------- |
| Anzahl der Personen | 1577 | 1564    | 1656    | 1603    |
| Unterschied         |      | −0,82 % | +5,88 % | −3,20 % |

| Jahr                | 2023 | 2024    |
| ------------------- | ---- | ------- |
| Anzahl der Personen | 1608 | 1603    |
| Unterschied         |      | −0,31 % |

## Persönlichkeiten
- Moritz Friedländer (1844–1919), österreichisch-ungarischer Pädagoge, Privatgelehrter und Religionshistoriker
- Oskar Ewald (1881–1940), österreichisch-ungarischer Philosoph